# Trachyderes leptomera
Trachyderes leptomera es una especie de escarabajo longicornio del género Trachyderes, tribu Trachyderini, subfamilia Cerambycinae. Fue descrita científicamente por Aurivillius en 1909.

## Descripción
Mide 19-22 milímetros de longitud.

## Distribución
Se distribuye por Perú.